# سحلية دودية
السحلية الدودية أو السحدودة (الاسم العلمي: Amphisbaena) هي جنس من الزواحف يتبع الفصيلة السحالي الدودية من رتبة الحرشفيات.

## أنواع السحلية الدودية
- سحلية دودية أمازونية
- سحلية دودية أمريكية شمالية
- سحلية دودية بورتوريكية
- سحلية دودية بيضاء
- سحلية دودية بيكرية
- سحلية دودية تاونسندية
- سحلية دودية دارونية
- سحلية دودية رملية
- سحلية دودية سوداء الذنب
- سحلية دودية شميدتية
- سحلية دودية صغيرة الرأس
- سحلية دودية غامضة
- سحلية دودية غربية
- سحلية دودية كوبية
- سحلية دودية متغيرة
- سحلية دودية مهملة
- سحلية دودية ناحلة